# Deep Space Climate Observatory
Deep Space Climate Observatory (DSCOVR), tidigare känd som  Triana, är en jordresurssatellit från NASA och NOAA. Satelliten sköts upp med en Falcon 9 v1.1 raket, den 11 februari 2015. Den 8 juni 2015 gick den in i omloppsbana runt lagrangepunkten L1, varifrån den observerar solvinden och även jorden.

## Uppskjutning
Första försöket att skjuta upp satelliten gjordes den 8 februari 2015, det avbröts på grund av problem med en radarstation som skulle följa raketen under uppskjutningen.
Det andra försöket gjordes den 10 februari 2015, det avbröts på grund av hårda vindar på höghöjd över Cape Canaveral.
Farkosten sköts slutligen upp den 11 februari 2015.

## Falcon 9
Efter uppskjutningen skulle SpaceX göra ett nytt försök att landa Falcon 9 raketens första steg på en pråm ute på Atlanten. På grund av dåligt väder försökte man aldrig avsluta testet med en landning på pråmen.

### Fotnoter
1. ↑  ”NASA Space Science Data Coordinated Archive” (på engelska). NASA. https://nssdc.gsfc.nasa.gov/nmc/spacecraft/display.action?id=2015-007A. Läst 29 mars 2020.